# Geneviève Thiroux d'Arconville

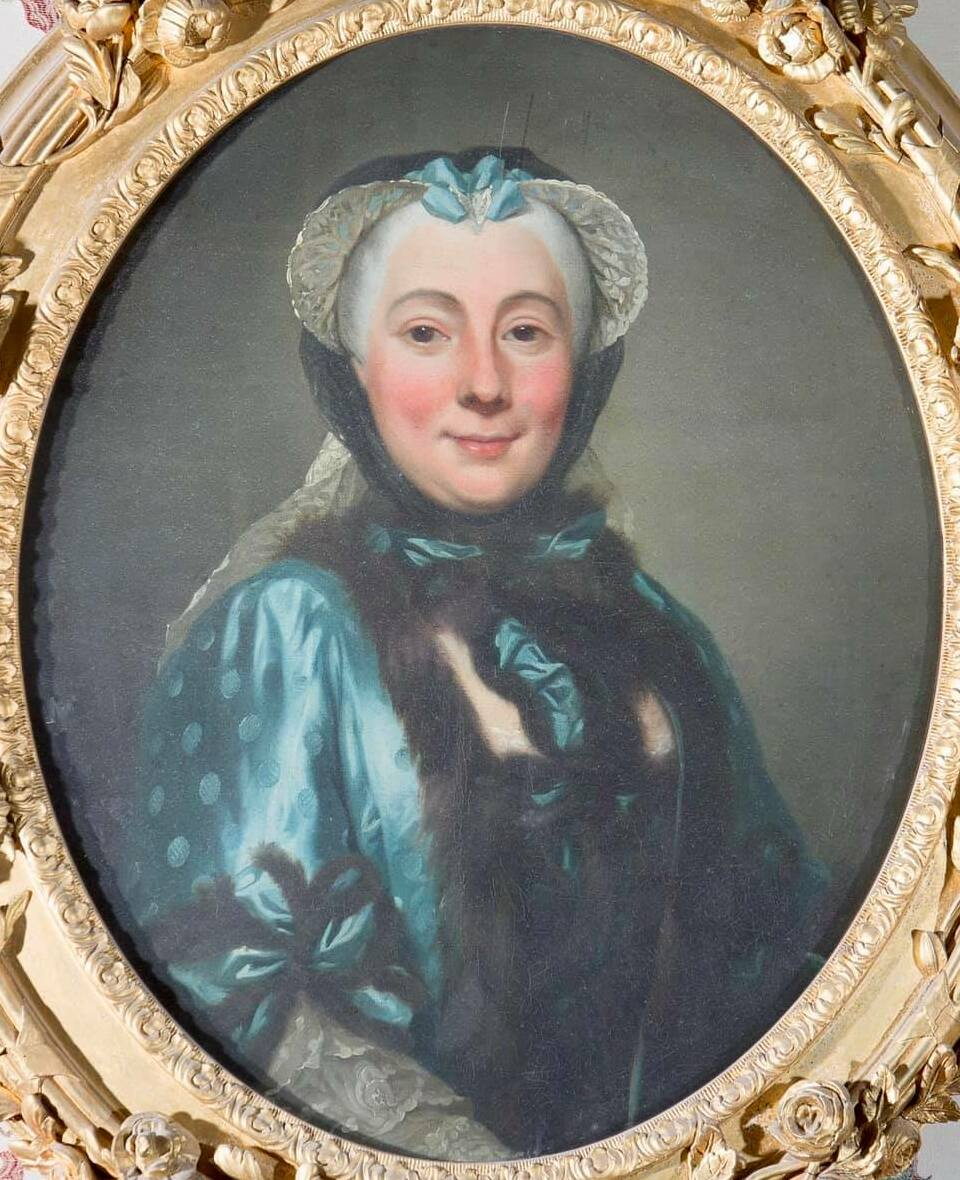
Portretschilderij door Alexander Roslin, ca. 1750

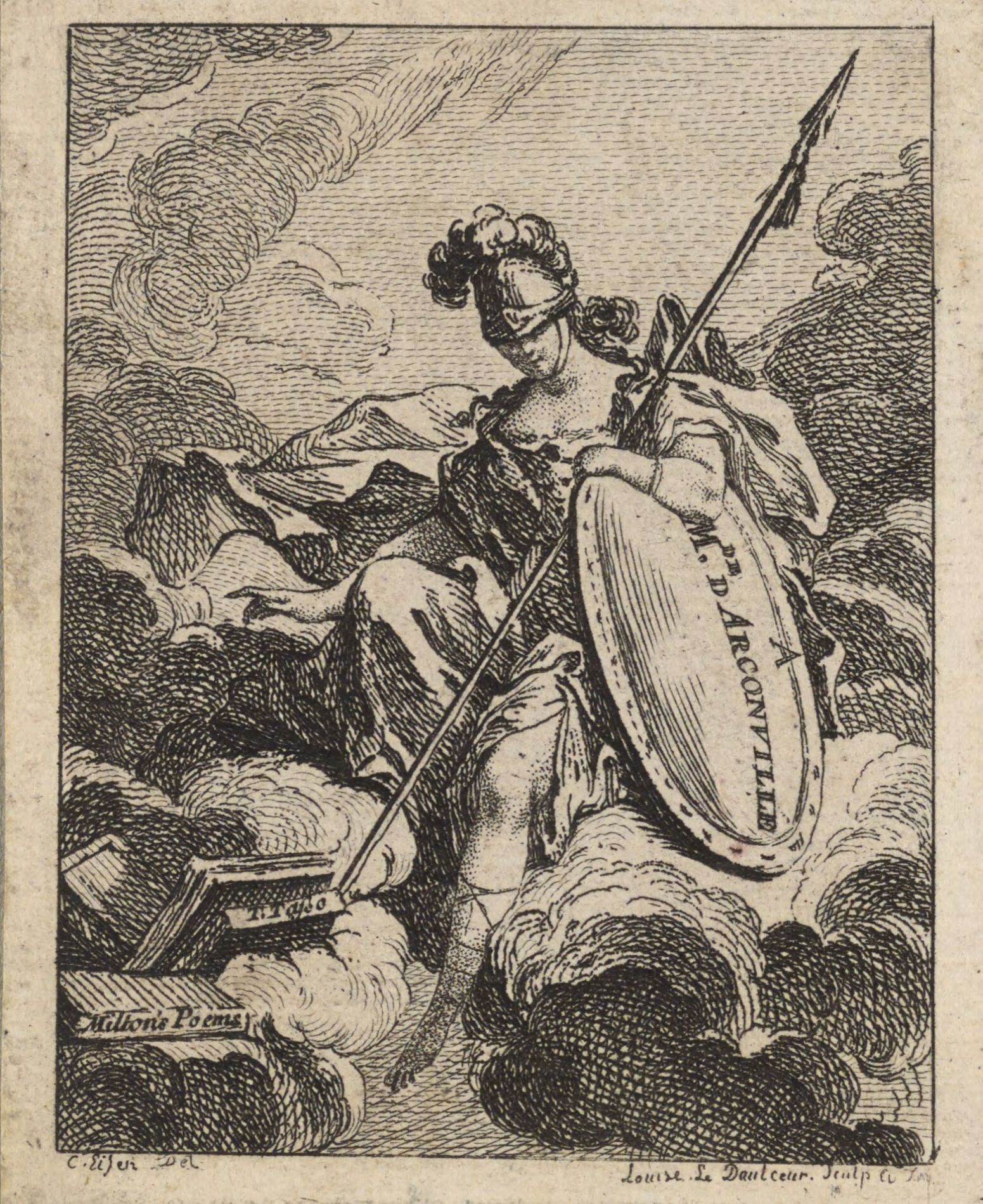
Ex libris van Madame d'Arconville met Minerva en boeken van haar favoriete dichters Milton en Tasso. Deze prent liet ze maken door Louise Le Daulceur rond 1775.

Marie Geneviève Charlotte Thiroux d'Arconville, geboren Darlus (Parijs, 17 oktober 1720 – aldaar, 23 december 1805) was een Frans letterkundige en natuuronderzoeker. Ze schreef tal van filosofische, historische en literaire werken, die ze doorgaans anoniem publiceerde. Ook vertaalde ze Engelse fictie en non-fictie naar het Frans. Haar grootste bijdrage leverde ze met haar diepgaande onderzoek naar verrotting. Sinds de herontdekking van twaalf delen met haar manuscripten in 2007 heeft de literatuur over d'Arconville sterk uitbreiding genomen.

## Leven
Geneviève was een dochter van een rijke belastingpachter en een moeder die stierf toen ze nog een kleuter was. Op veertienjarige leeftijd werd ze uitgehuwelijkt aan Louis-Lazare Thiroux d'Arconville, een jurist uit de ambtsadel die zetelde in het Parlement van Parijs. Ze kregen op korte tijd drie zonen. Mevrouw d'Arconville was liefhebber van opera en toneel en hield salon. Ze stelde de tuinen van haar kasteel in Crosne open voor het publiek. Toen ze 22 jaar oud was overleefde ze ternauwernood een besmetting met pokken. Fysiek en emotioneel getekend, trok ze zich zoveel mogelijk terug uit het sociale leven en ging ze zich richten op studie. Autodidactisch deed ze de kennis op die ze door haar gebrekkige scholing ontbeerde. 
Ze verdiepte zich in natuurkunde, scheikunde, anatomie, geneeskunde, plantkunde, letterkunde, moraalfilosofie, talen en geschiedenis. Ze begon met het vertalen van wetenschappelijke en literaire werken uit het Engels, en in mindere mate uit het Italiaans en Latijn. Ze koos ervoor dit anoniem te doen, wat bevrijdend werkte en haar meer autoriteit verleende in een wereld die vrouwelijke eruditie niet ernstig nam. Alleen haar familie en de geleerden uit haar kring wisten dat zij de auteur was. Haar vertalingen bevatten veel eigen inbreng in de vorm van inleidingen, voor- en nawoorden en kritische noten.
Bijna tien jaar lang verrichtte ze als chemicus in haar laboratoria in Parijs en Crosne empirisch onderzoek naar verrottingsprocessen. Ze zocht naar antiseptica om koudvuur te voorkomen en naar een theorie over de transformatie van materie. Onder de resultaten die ze presenteerde in haar Essai pour servir à l'histoire de la putréfaction (1766) was het vermoeden dat verrotting via de lucht werd overgedragen. 
Vervolgens ging ze zich richten op geschiedschrijving. Daarin toonde ze zich kritisch en methodisch innovatief: ze publiceerde vergeten documenten met inleiding en commentaar. In het bijzonder concentreerde ze zich op de periode van de Reformatie en de Hugenotenoorlogen, zoals blijkt uit haar werken over Arnaut d'Ossat, Maria de' Medici en Frans II van Frankrijk. Na het verschijnen van dat laatste werk in 1783 stopte ze met publiceren. Haar veelzijdige oeuvre had ze in 1775-1776 verzameld, doch zonder de anonimiteit op te geven. Als tachtigjarige begon ze weer intensief te schrijven en vulde ze twaalf handgeschreven volumes, die pas in de 21e eeuw gedeeltelijk in druk werden gebracht.
Naast haar geleerde werk had ze ook steeds aan filantropie gedaan. Ze gebruikte haar rijkdom om in Meudon een gasthuis met een religieuze vrouwengemeenschap te stichten, waar arme zieken werden verzorgd.

## Publicaties

### Origineel werk
- Pensées et réflexions morales sur divers sujets (1760)
- De l'amitié (1761)
- L'amour éprouvé par la mort, ou Lettres modernes de deux amans de Vieille-Roche (1763)
- Des passions (1764)
- Essai pour servir à l’histoire de la putréfaction (1766)
- Mémoires de Mademoiselle de Valcourt (1767)
- Vie du Cardinal d'Ossat, avec le discours de ce prélat sur la Ligue (1771)
- Vie de Marie de Médicis, princesse de Toscane, reine de France et de Navarre, 3 dln. (1774)
- Histoire de François II, roi de France; suivie d'un discours traduit de l’italien, de Michel Suriano, ambassadeur de Venise en France, sur l'état de ce royaume, à l'avènement de Charles IX au trône, 2 dln. (1783)

### Vertalingen
- Avis d'un père à sa fille (1756), vertaling van George Savile, The lady's new-years gift, or Advice to a daughter, 1688
- Leçons de chymie, propres à perfectionner la physique, le commerce et les arts (1759), vertaling van Peter Shaw, Chemical Lectures read in London in 1731 and 1732, and at Scarborough in 1733, for the Improvement of Arts, Trades, and Natural Philosophy, 1734
- Traité d'ostéologie (1759, met Jean-Joseph Sue), vertaling van Alexander Monro I, The Anatomy of the Human Bones, 1726
- Romans traduits de l'anglois (1761), vertaling van George Lyttelton, Letters from a Persian in England to his friend in Ispahan, 1735 en van Aphra Behn, Agnes de Castro, 1688
- Mélanges de poésie angloise (1764), vertaling van John Sheffield, Essay on Poetry, Alexander Pope, The Temple of Fame en Matthew Prior, Henry and Emma
- Histoire d'Amyntor et de Thérèse (1770), vertaling van The History of Amintor and Theresa, 1769
- Méditations sur les tombeaux (1770), vertaling van James Hervey, Meditations among the tombs, 1764
- Les Samiens, conte traduit de l'anglais. Le Phénix, apologue arabe. Calliste et Philetor, fragment d'une nouvelle greque (1781), vertaling van The Samians, a tale, 1771
- Histoire de Saint Kilda (1782), vertaling van Kenneth Macaulay, The History of Saint Kilda, 1764

### Verzameld werk
- Mélanges de littérature, de morale et de physique, 7 dln., 1775-1776

### Nagelaten geschriften
- Pensées, réflexions et anecdotes de Mme d’Arconville, 12 dln., ca. 1800-1805, waaronder de teksten:
  - Histoire de mon enfance
  - Sur moi

### Uitgaven en vertalingen
- Marie Geneviève Charlotte Thiroux d'Arconville, Selected Philosophical, Scientific, and Autobiographical Writings, ed. Julie Candler Hayes, 2018. ISBN 9780866985789

## Voetnoten
1. ↑  Gelbart 2021, p. 214
2. ↑  Gelbart 2021, p. 220

- Bibsys: 1512647518372
- Biblioteca Nacional de España: XX1764344
- Bibliothèque nationale de France: cb12003002v (data)
- Catàleg d'autoritats de noms i títols de Catalunya: 981060174664406706
- Gemeinsame Normdatei: 120869055
- International Standard Name Identifier: 0000 0000 6632 114X
- Library of Congress Control Number: n83188723
- Nationale Bibliotheek van Tsjechië: mzk2016932640
- Nationale Bibliotheek van Israël: 987007268980605171
- Nederlandse Thesaurus van Auteursnamen: 292484941
- Réseau des bibliothèques de Suisse occidentale: 02-A003896588
- Système universitaire de documentation: 02813530X
- Virtual International Authority File: 21076
- WorldCat: E39PBJjHhVHBfmR6YVK9M9KDbd